# Повзик великий
Повзик великий (Sitta tephronota) — вид горобцеподібних птахів родини повзикових (Sittidae).

## Поширення
Вид поширений в Західній та Середній Азії від східної частини Туреччини до Пакистану і на північ до Казахстану. Мешкає на скелястих, сонячних і посушливих схилах пагорбів, в ущелинах, ярах або скелястих відслоненнях.

## Опис

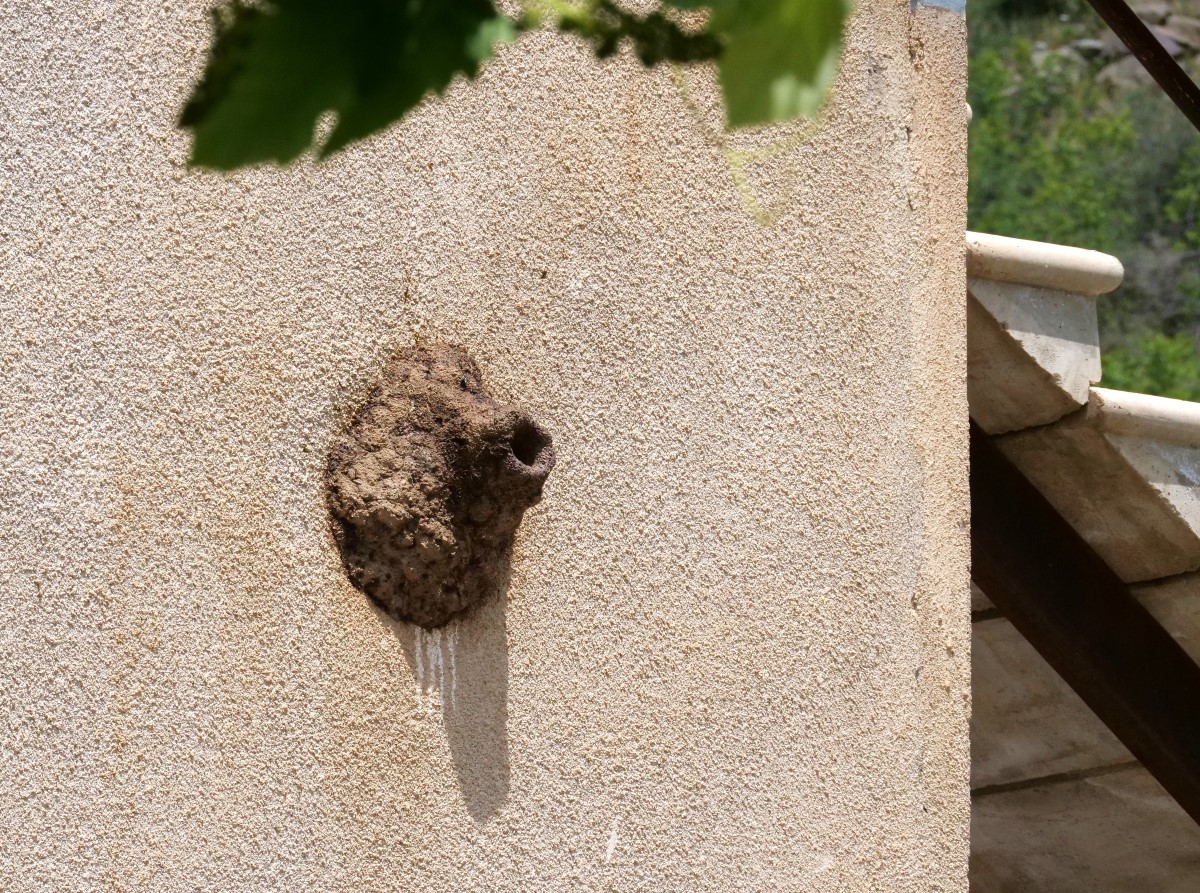
Гніздо повзика великого

Дрібний птах, але порівняно великий вид повзиків, завдовжки 15-16 см, вага 42-55 г. Верхні частини тіла синювато-сірого кольору. Від основи дзьоба через очі до лопаток проходить чорна лоральна смужка, яка ширша порівняно з іншими видами повзиків. Горло та груди білі. Черево та боки рудувато-коричневі.

## Спосіб життя
Мешкає у скелястих місцевостях. Полює на комах та павуків, яких видобуває з щілин. Восени їсть також ягоди та насіння. Сезон розмноження триває з квітня по червень. Утворює моногамні пари. Самець спільно з самицею будують гніздо з глини у формі горщика. Якщо гніздо облаштовує у невеликій печері, то вхід обмуровує глиною. Дно вистелюють сухою травою чи мохом. У кладці 4-8 яєць. Інкубація триває 14-15 днів.

## Підвиди
- S. t. dresseri Zarudny & Buturlin, 1906 — Південно-Східна Туреччина, Північний Ірак, Західний Іран
- S. t. obscura Zarudny & Loudon, 1905 — Північно-Східна Туреччина, Кавказ, Північний Іран
- S. t. tephronota Sharpe, 1872 — схід Туркменістану, південь Казахстану, Узбекистан, Киргизстан, Таджикистан, Афганістан, Пакистан
- S. t. iranica (Buturlin, 1916) — північ Ірану, південь Туркменістану.